# Helicopsyche petersorum
Helicopsyche petersorum är en nattsländeart som beskrevs av Ross 1975. Helicopsyche petersorum ingår i släktet Helicopsyche och familjen Helicopsychidae. Inga underarter finns listade i Catalogue of Life.